# Terminal Velocity
Terminal Velocity – zręcznościowa gra komputerowa SF wydana w 1995 przez 3D Realms, i zaprojektowana przez byłego projektanta serii Microsoft Flight Simulator, Marka Randela. Jest strzelanką 3D rozgrywającą się w całkowicie przestrzennym środowisku, i w pełni pokrytymi modelami 3D. Zespół, który przygotował Terminal Velocity, tego samego roku zaprojektował bardzo podobną grę Fury³, która została wydana przez Microsoft.
Akcja gry dzieje się w roku 2704 i podzielona jest na trzy epizody, rozgrywające się łącznie na 9 planetach o zróżnicowanych sceneriach.

## Rozgrywka
Gracz kontroluje statek powietrzny, operujący zarówno nad powierzchnią planet jak i w tunelach wewnątrz nich. Na powierzchni musi likwidować statki powietrzne i budynki, by odblokować dostęp do tuneli.